# Waltastins
De Waltastins is een stins in de binnenstad van de Nederlandse stad Sneek. Anno 2019 maakt het gebouw deel uit van het gemeentehuis van Súdwest-Fryslân. Het is in gebruik voor verschillende bijeenkomsten.
De stins is gelegen aan de Marktstraat. Het gebouw werd in 1540 gebouwd en deed dienst als winterresidentie van het geslacht Walta uit Bozum. In 1547 is de stins vergroot.
Het complex bestond uit een gebouw met twee verdiepingen. Voor het gebouw lag een voorplein dat door een muur en een hek was afgescheiden van de Marktstraat. Op de binnenhoek van het L-vormige gebouw stond een traptoren met ui-vormig dak. Aan de achterzijde bevindt zich de Rennebergkamer en de tuinkamer met kelder. De tuinkamer was bedoeld als verblijfslocatie van George van Lalaing, graaf van Rennenberg en stadhouder van Friesland, wanneer hij de stad bezocht.
Het gebouw werd in de 17e eeuw onderdeel van het stadhuis van Sneek. De bovenkamer werd gebruikt als vergaderruimte van de schutterij en als rechtbank van Wymbritseradeel. In 1856 vond er een ingrijpende verbouwing plaats waardoor de stins uit het stadsbeeld verdween. Vooral de voorgevel werd aangepast. Deze was sindsdien recht aan de Marktstraat gelegen, de oude gevel werd een binnenmuur.

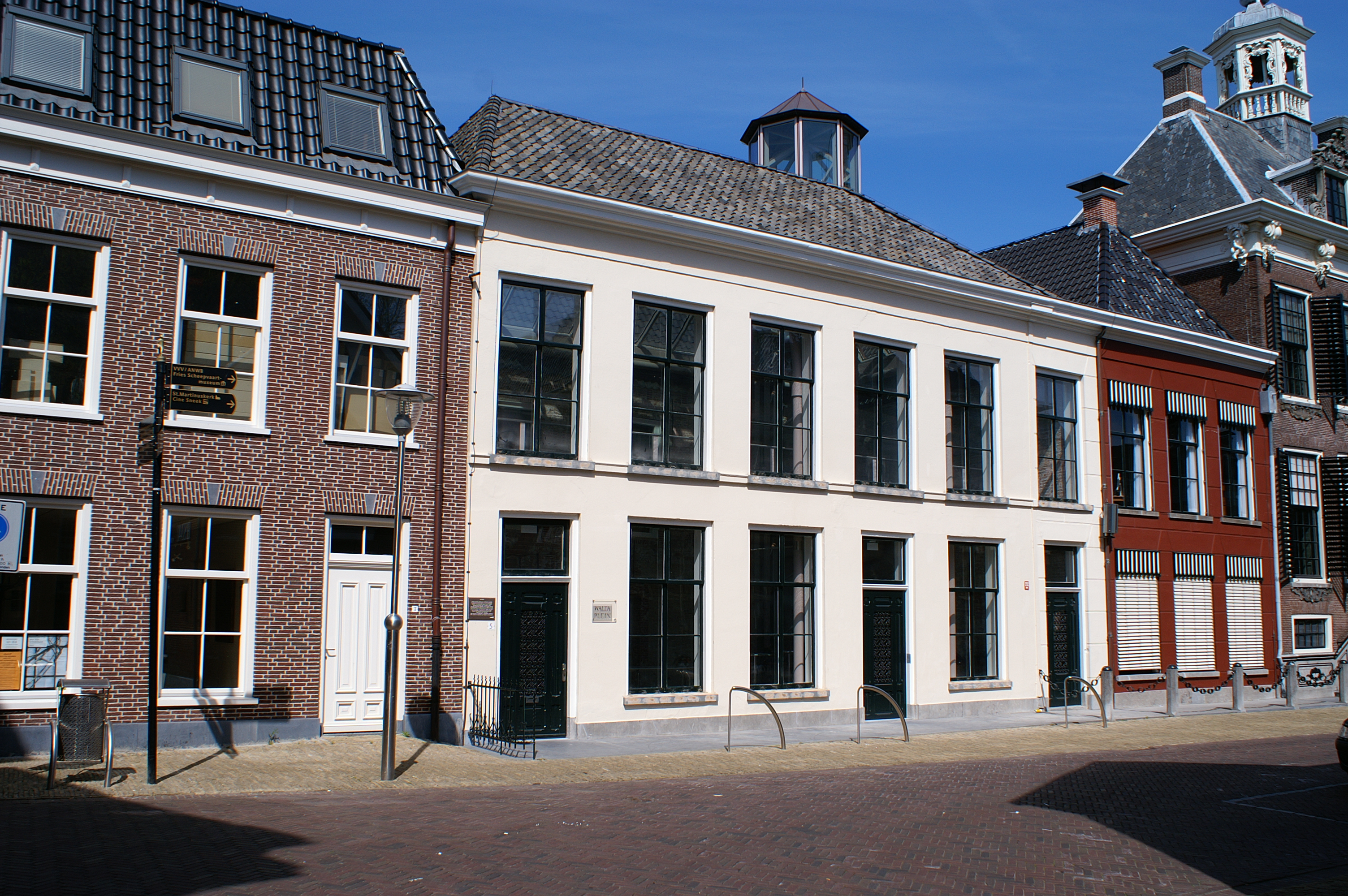
De Waltastins in 2010.

In 2005 is het gebouw gerenoveerd, waarbij de oude L-vorm weer zichtbaar werd gemaakt. Het oude voorplein is nu een binnenplein geworden en op de plaats van de traptoren staat nu een wenteltrap. De open ruimte is ingericht als museumzaal waarin de geschiedenis van Sneek en de Waltastins wordt getoond. De Waltastins wordt gebruikt als ruimte voor bijeenkomsten en als stembureau.

## Ut Sneeker Muurke
Op 26 mei 2008 is Ut Sneker Muurke onthuld. Aan een van de muren op het plein in de Waltastins hangt een overzicht van de recente geschiedenis van Sneek. De gemeente heeft een oproep gedaan om tastbare herinneringen aan de twintigste eeuw in te leveren. Van al deze voorwerpen is een Sneker Wall of Fame, oftewel Ut Sneeker Muurke gemaakt. Hier is ook een lijst van Waterpoorters (ere-burgers) te vinden.
In 2011 fuseerde de gemeente Sneek met andere gemeenten tot gemeente Súdwest-Fryslân. De nieuwe gemeente wil geen voorwerpen die slechts de historie van een van de steden in de gemeente belichten in representatieve ruimten. Hierop is de muur en de lijst met ereburgers abrupt verwijderd. Dit leidde tot een zeer grote golf van verontwaardiging onder de bevolking van Sneek. "Te gek voor woorden. De titel van Waterpoorter is in Sneek de hoogst haalbare onderscheiding, nog hoger dan een koninklijke onderscheiding. Totaal onbegrijpelijk dat dit is gebeurd, zonder enige vorm van overleg", meldde stadsdichter Henk van der Veer. De bibliotheek van Sneek heeft hierop de muur overgenomen en stelt de voorwerpen sindsdien tentoon in de entreehal van de bibliotheek.
Ald Slot · Amelandshuis · Klein Botnia · Camminghahuis · Crackstate · Dekemastate · Epemastate · Harsta State · Hemmema State · Heeremahuis · Herema State · Poptaslot · Jongema State · Keimpemastins · De Klinze · Liauckama State · Museum Martena · Papingastins · Princessehof · Schierstins · Sickema State · Stadhouderlijk Hof · Stania State · Waltastins · Uniastate · Ylostins (verdwenen)